# Drammen
Drammen é uma comuna e cidade da Noruega, com 137 km² de área e 56 688 habitantes (censo de 2004), sendo a população de sua região urbana de 159,704 habitantes, a sexta maior da Noruega. Nela nasceu Martin Ødegaard, prodigioso futebolista norueguês. 

## História
Os primeiros sinais de atividade humana datam de 6.000 a 7.000 anos por meio esculturas rupestres  naquela área.
Drammen consistia originalmente em três pequenos portos marítimos: Bragernes (no lado norte do rio Drammenselva) e Trømsø e Tangen (ambos no lado sul do rio). Para fins comerciais, os pequenos portos marítimos foram colocados sob cidades mercantis. Apesar da sua proximidade geográfica, Bragernes foi colocado sob Christiania e Trømsø sob Tønsberg. Por esta razão, a cooperação entre as cidades portuárias adjacentes era quase impossível.
Em 1662, foi proposta uma fusão para unir Strømsø e Bragernes para formar uma cidade mercantil com o nome de Frederiksstrøm. A proposta foi rejeitada pelo rei Frederico III. Bragernes recebeu direitos limitados de cidade mercantil em 1715 e fundiu-se com Strømsø para ganhar o status de cidade única em 19 de junho de 1811.

Sua localização geográfica tornou a cidade favorável à navegação marítima, construção naval, condução de toras e comércio de madeira. Durante o século 19, as indústrias de papel e celulose foram desenvolvidas. Grandes partes da cidade foram arruinadas por um incêndio em 1866, o que levou à reconstrução do centro da cidade, incluindo a característica praça da cidade e a igreja de Bragernes. A Linha Drammen (Drammenbanen) foi inaugurada em 1872, fornecendo serviço ferroviário entre Drammen e Oslo.
Em 1909, Drammen obteve o primeiro sistema de trólebus na Escandinávia. As linhas funcionaram até 1967. Durante muitos anos, o centro de Drammen sofreu com o tráfego intenso. Em 1970, foi construída a ponte Drammen com duas faixas na rota europeia E18, e em 1999, a abertura do túnel de Bragernes minimizou o tráfego intenso no centro da cidade.
Nos últimos anos, o centro da cidade tem apresentado a ampliação de novas habitações, estabelecimentos comerciais, restaurantes, cafés e bares, bem como de um caminho público ao longo do rio Drammenselva.

## Geografia
Drammen está localizada a oeste da enseada do Fiorde de Drammen, situada a aproximadamente 44 km da capital. O centro da cidade fica no final de um vale, em ambos os lados do rio Drammenselva. Na ilha de Holmen Drammen se situa o principal porto de importação de automóveis e frutas da Noruega.
A região de Drammen faz parte da região metropolitana em torno de Oslo e é a quinta maior área urbana do país, estendendo-se muito além dos limites municipais; nos municípios de Lier, Asker, Øvre Eiker e Holmestrand. Em 2008, Drammen venceu o prémio de melhor desenvolvimento urbano da Europa.

## Clima
Drammen tem um clima continental úmido (Dfb). Localizada em um estreito braço de fiorde no interior de Oslofjord, Drammen é uma das cidades mais quentes da Escandinávia no verão. O mês mais quente já registrado foi julho de 2018, com uma média de 22,3 °C, e a máxima de 29,3 °C. O máximo histórico de 35 °C foi registrado em 3 de agosto de 1982. O mínimo histórico de -28 ° C foi registrado em janeiro de 1987, com média de -13,8 ° C e média diária de -17,1 ° C.
| Dados climatológicos para Oslo  | Dados climatológicos para Oslo | Dados climatológicos para Oslo | Dados climatológicos para Oslo | Dados climatológicos para Oslo | Dados climatológicos para Oslo | Dados climatológicos para Oslo | Dados climatológicos para Oslo | Dados climatológicos para Oslo | Dados climatológicos para Oslo | Dados climatológicos para Oslo | Dados climatológicos para Oslo | Dados climatológicos para Oslo | Dados climatológicos para Oslo |
| Mês                             | Jan                            | Fev                            | Mar                            | Abr                            | Mai                            | Jun                            | Jul                            | Ago                            | Set                            | Out                            | Nov                            | Dez                            | Ano                            |
| ------------------------------- | ------------------------------ | ------------------------------ | ------------------------------ | ------------------------------ | ------------------------------ | ------------------------------ | ------------------------------ | ------------------------------ | ------------------------------ | ------------------------------ | ------------------------------ | ------------------------------ | ------------------------------ |
| Temperatura máxima recorde (°C) | 13,8                           | 14,6                           | 21,7                           | 24,3                           | 30,5                           | 34                             | 33,8                           | 35                             | 28,6                           | 23,2                           | 17,4                           | 14,1                           | 35                             |
| Temperatura máxima média (°C)   | −1,6                           | 0,8                            | 6,8                            | 12,4                           | 17,77                          | 21,4                           | 24,1                           | 21,7                           | 17,5                           | 10,6                           | 4,2                            | 0,4                            | 7,8                            |
| Temperatura mínima média (°C)   | −3,3                           | −2,4                           | 1,3                            | 6,1                            | 11,2                           | 15,3                           | 18                             | 16,4                           | 11,9                           | 5,8                            | 1,7                            | −2,6                           | −6,7                           |
| Temperatura mínima recorde (°C) | −7,6                           | −6,1                           | −2,9                           | 1,1                            | 6,4                            | 10,5                           | 13,1                           | 11,6                           | 8,4                            | 3,2                            | −1,1                           | −5,8                           | −26                            |
| Chuva (mm)                      | 59,4                           | 45,7                           | 43,2                           | 46,4                           | 64,9                           | 73,3                           | 72,4                           | 89,3                           | 78,1                           | 89,1                           | 82,7                           | 64,1                           | 763                            |
| Queda de neve média (mm)        | 141                            | 218                            | 214                            | 35                             | 0                              | 0                              | 0                              | 0                              | 0                              | 4                              | 43                             | 117                            | 772                            |
| Dias com chuva                  | 3                              | 3                              | 7                              | 11                             | 10                             | 13                             | 15                             | 14                             | 14                             | 14                             | 5                              | 3                              | 112                            |
| Dias com neve                   | 12                             | 9                              | 3                              | 1                              | 0                              | 0                              | 0                              | 0                              | 0                              | 1                              | 12                             | 15                             | 53                             |
| Insolação (h)                   | 40                             | 76                             | 126                            | 178                            | 220                            | 250                            | 246                            | 216                            | 144                            | 86                             | 51                             | 35                             | 1 668                          |
| Fonte: Eklima.no                |                                |                                |                                |                                |                                |                                |                                |                                |                                |                                |                                |                                |                                |
| Fonte 2: Yr.no                  |                                |                                |                                |                                |                                |                                |                                |                                |                                |                                |                                |                                |                                |

## Atrações

### Cervejaria Aass

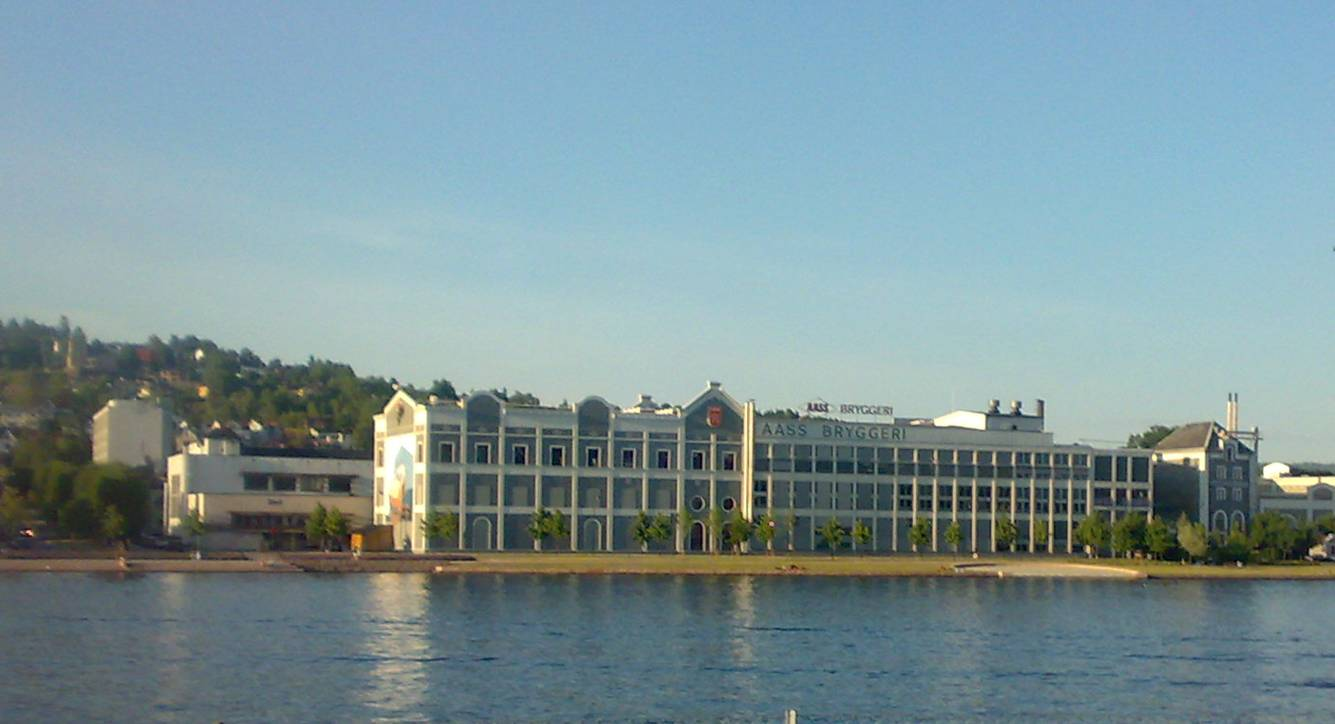
Cervejaria Aass

Fundada em 1834, é a cervejaria mais antiga da Noruega. Recebeu diversos elogios tanto por sua tradicional cerveja quanto por sua arquitetura bem conservada.

### Museu de Drammen

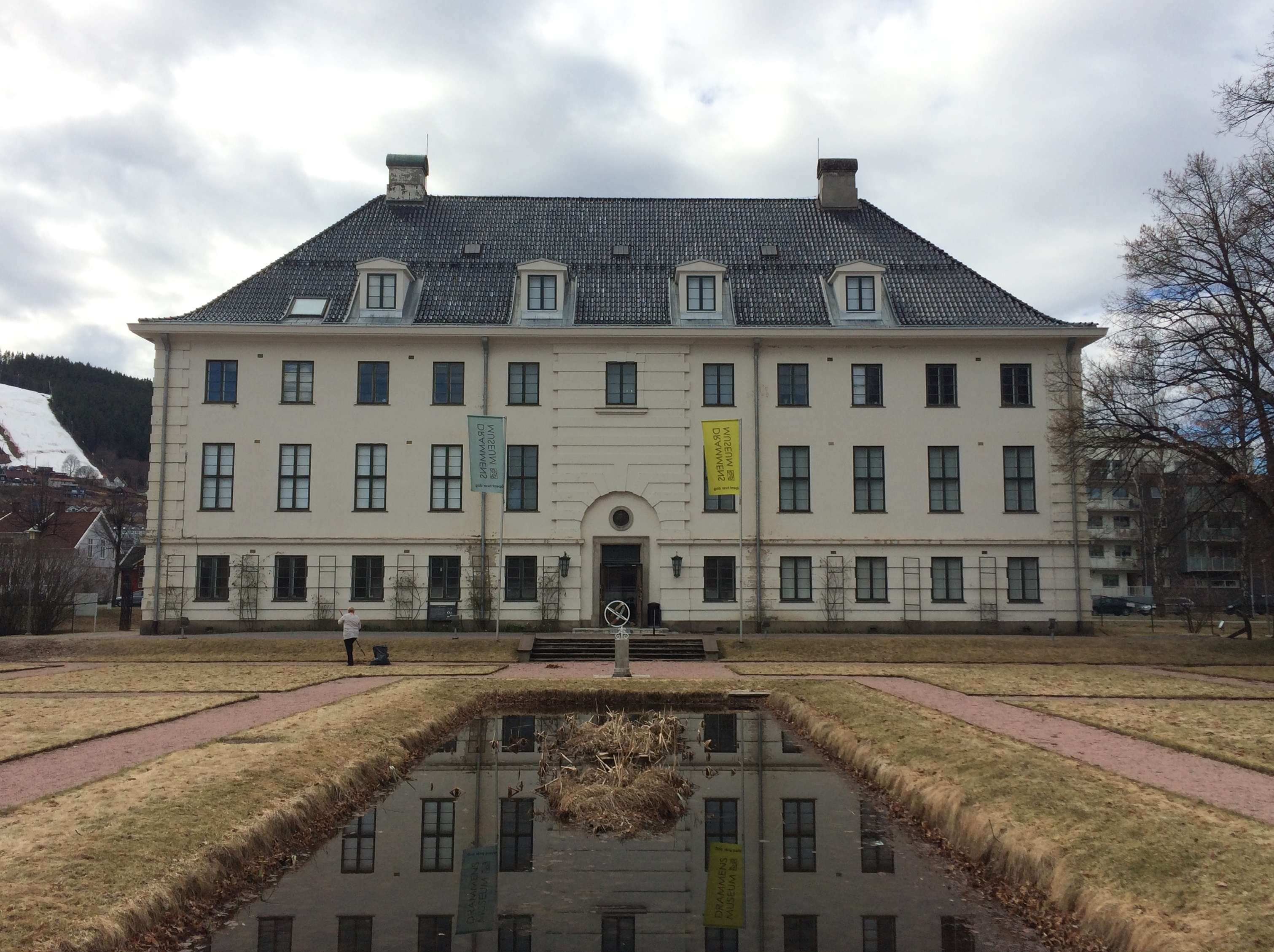
Museu de Drammen

O Museu de Arte e História Cultural de Drammen inclui Marienlyst, uma mansão de ca. 1770, edifício do museu de 1930 com administração do museu, exposições permanentes e coleções, e pavilhão Lyche de 1990 com galeria, exposições temporárias e café do museu, Halling Yard, com 5 edifícios antigos, o mais antigo da década de 1760. O museu também inclui as duas maiores fazendas preservadas em Drammen, Gulskogen Manor e Austad farm.

### Teatro de Drammen
Construído em 1869, o teatro foi projetado pelo arquiteto Emil Victor Langlet com um estilo renascentista complexo e foi o primeiro teatro moderno do país. Depois que o Teatro Drammen foi arrasado por um incêndio em 1993, um novo teatro foi reconstruído no modelo da casa original e foi finalizado em fevereiro de 1997.